# Giuseppe Soncini
Giuseppe Soncini (Reggio Emilia, 26 aprile 1926 – Parma, 4 aprile 1991) è stato un partigiano e politico italiano.

## Origini
Dopo l'istruzione di base e il conseguimento del diploma di disegnatore industriale, Giuseppe Soncini trova lavoro presso il Comune di Reggio Emilia.
Il periodo storico, segnato dalla Seconda Guerra Mondiale, lo vede impegnato nella Resistenza come partigiano dal 14 giugno 1944 nell'Alto Appennino Reggiano e, contemporaneamente, è iscritto al Partito Comunista Italiano.
Alla fine del conflitto, trova occupazione presso le Officine Reggiane in qualità di operaio ma, segnalandosi per le doti organizzative e dirigenziali, viene nominato Segretario del Comitato di fabbrica della Sezione PCI Santa Croce "Reggiane - Officine Meccaniche Italiane" e membro della Commissione Interna. In quegli anni è caporedattore del giornale “La voce operaia”, che esce come supplemento de “La Verità”. La sua partecipazione alla lotta dei lavoratori delle Reggiane per evitare la chiusura della fabbrica gli causa alcuni arresti; tuttavia continuerà  la sua attività di difensore dei diritti dei lavoratori.

## Attività politiche

### Gli anni del PCI
Dopo la chiusura delle Reggiane si trasferisce a Roma e frequenta l'Istituto di Studi Comunisti (conosciuto come la Scuola delle Frattocchie a Roma) e sostiene l'esame per diventare giornalista pubblicista. Ciò gli consente di assumere incarichi nella Sezione Stampa e Propaganda nel partito a livello nazionale.
Dal 1956 al 1960 viene inviato in URSS per frequentare il corso di approfondimento di teoria politica ed economica, nel periodo in cui Chruščëv è alla guida dell'Unione Sovietica. Qui egli impara il russo ed entra in contatto con diverse realtà del mondo testimoniate da altri studenti provenienti anche da paesi asiatici ed africani.
Al ritorno dall'URSS, nel 1960 dirige l'Ufficio Studi della Federazione Provinciale del PCI di Reggio nell'Emilia: nella prima metà degli anni sessanta pubblica una serie di studi ed articoli sulla condizione economica, occupazionale e sociale del reggiano.

### Presidenza dell'Arcispedale e Assessorato
Nel 1964 è eletto Consigliere del Comune di Scandiano, mentre nel 1967 è nominato Consigliere di Amministrazione dell'Arcispedale Santa Maria Nuova di Reggio nell'Emilia. Quando la struttura diviene Ente Ospedaliero Provinciale, Soncini ne è nominato Presidente.
Nel 1970, viene nominato Presidente dell'Associazione Regionale Ospedali dell'Emilia Romagna (AROER): in questo periodo promuove l'importante passaggio dal sistema mutualistico al sistema sanitario nazionale. Fra il 1972 e il 1977 è anche vicepresidente della FIARO: dall'inizio di questo incarico, fino al 1974 è impegnato nelle trattative che porteranno al primo Accordo nazionale unico di lavoro per il personale ospedaliero, che prevede l'inserimento di alcune regole sulla libera professione e sulla figura del medico ospedaliero a tempo pieno.
Nel 1975 Giuseppe Soncini lascia la presidenza dell'Arcispedale e viene eletto al consiglio comunale di Reggio nell'Emilia, assumendo la delega di Assessore al Personale, Statistica, Programmazione, Stampa e Pubbliche Relazioni; mantiene questo impegno anche con la giunta di Ugo Benassi eletto sindaco nel 1976. Lo stesso sindaco gli affida , nel 1977, la delega al Bilancio e alle Finanze e, nel 1980, anche la delega alle Relazioni Internazionali. Viene riconfermato in Consiglio Comunale nel 1980 e nel 1985. Nel 1986 lascia l'Assessorato, restando in carica come consigliere fino al 1990. In quest'anno, diviene segretario provinciale della Lega delle autonomie locali.

### Gli ultimi anni
Dall'anno successivo Soncini, insieme alla moglie Bruna Ganapini, dà un assetto organico all'archivio personale, che raccoglie e testimonia i decenni dedicati al servizio della comunità reggiana e della solidarietà internazionale.
Soncini è stato fra i protagonisti che hanno portato Reggio nell'Emilia al centro di molte relazioni internazionali, in particolar modo con l'Africa Australe.
Dopo un intervento chirurgico al cuore, muore a Parma il 4 aprile 1991. Benny Nato, rappresentante dell'ANC in Italia, partecipa alla cerimonia e Marcelino dos Santos tiene l'orazione funebre.

## Relazioni internazionali
Negli anni della presidenza AROER, dopo la visita di una delegazione del FRELIMO, Soncini propone un gemellaggio sanitario tra l'Arcispedale Santa Maria Nuova e l'Hospital Central di Cabo Delgado, operante nelle zone liberate del Mozambico. Nel luglio del 1970, viene firmato un patto che sancisce tale gemellaggio; in questa occasione, viene istituito il "Comitato per gli aiuti sanitari al popolo del Mozambico", di cui Soncini è Presidente. Fanno parte del Comitato diverse personalità ed enti istituzionali reggiani. Il programma di aiuti viene elaborato grazie alla collaborazione con il parassitologo Silvio Pampiglione e con la Direçao de Saude del Frelimo: si decide di inviare periodicamente medicinali, attrezzature sanitarie e personale medico italiano per fornire assistenza ai mutilati e formare infermieri e tecnici in loco.
Nel 1972 Soncini si reca in visita con una delegazione in Tanzania e nelle zone liberate del Mozambico: è in questa occasione che viene girato da Franco Cigarini un documentario-testimonianza. Torna in Mozambico nel 1975 per la celebrazione dell'indipendenza del Paese dal Portogallo e per sottoscrivere un patto di gemellaggio tra la città di Pemba, capoluogo di Cabo Delgado e Reggio nell'Emilia, così da avviare ulteriori collaborazioni tecniche ed istituzionali e consolidare l'amicizia e la collaborazione con i leader mozambicani (tra cui Samora Machel, Joaquim Chissano, Marcelino dos Santos e Oscar Monteiro). Dopo la costituzione nel 1977 del “Comitato Unitario per l'amicizia, la cooperazione e la solidarietà con i popoli”, il 26 giugno viene approvato il "Patto di solidarietà e cooperazione tra la città di Reggio nell'Emilia e l'African National Congress", sottoscritto dal sindaco Ugo Benassi ed Oliver Tambo. L'anno seguente, il 1978, proclamato dall'ONU "Anno internazionale contro l'Apartheid", si dà avvio alla pubblicazione dell'edizione italiana di Sechaba, organo ufficiale dell'ANC: Soncini ne sarà direttore responsabile fino all'ultimo numero pubblicato nel 1984. Sechaba contribuisce ad informare e sensibilizzare l'opinione pubblica sulle attività solidaristiche ed anti-apartheid del Comitato a livello nazionale ed internazionale.
Ancora nel 1978, Giuseppe Soncini organizza a Reggio nell'Emilia la "Conferenza Nazionale di solidarietà per l'indipendenza e la sovranità dei popoli dell'Africa Australe contro il colonialismo, il razzismo e l'apartheid", alla quale partecipano importanti delegati dell'ANC, della SWAPO, dello Zanu-Zapu, del Mozambico e di altri paesi dell'Africa Australe, oltre ad importanti personalità della politica italiana. In questa occasione si decide di organizzare l'allestimento della prima nave della solidarietà per i movimenti di liberazione dell'Africa Australe.
Nell'aprile del 1979 nasce il Comitato Nazionale, di cui Soncini viene nominato coordinatore, con sede operativa a Reggio nell'Emilia: attraverso questo organo si realizzano iniziative e campagne in favore dei movimenti anticoloniali in Africa e contro l'apartheid. Ad esso faranno riferimento le istituzioni internazionali. Il Comitato organizza le Navi della Solidarietà (Amanda e Rea Silvia), che partiranno rispettivamente dal porto di Genova e di Livorno (1980 e 1984) e che porteranno carichi di aiuti materiali ed attrezzature per i movimenti di liberazione della Namibia e del Sudafrica.
Divenuto ormai una figura rilevante per il suo impegno concreto e solidale per le popolazioni dell'Africa Australe, Giuseppe Soncini continua durante gli anni ottanta la sua attività di sensibilizzazione e di coinvolgimento di enti, istituzioni e organizzazioni, promuovendo la campagna per la liberazione di Nelson Mandela e di tutti i prigionieri politici. Inoltre promuove, nel 1983, il conferimento della cittadinanza onoraria di Roma a Nelson Mandela.
Nel 1987, Soncini viene invitato personalmente da Oliver Tambo, Presidente dell'ANC, a partecipare alla “Conferenza di Arusha” (Tanzania), evento importante nell'ambito della transizione democratica in Sudafrica.
Nell'aprile del 2013 Giuseppe Soncini viene insignito alla memoria della Silver Medal dell'Order of the Companions of Oliver Tambo, il più importante riconoscimento che il Sudafrica conferisce alle personalità di altri paesi che si sono contraddistinte nella lotta contro l'apartheid e nella solidarietà con la lotta dei movimenti di liberazione dell'Africa Australe.